# Marie Motlová
Marie Motlová (* 1. Mai 1918 in Bor u Tachova; † 26. August 1985 in Prag) war eine tschechische Schauspielerin.

## Leben
Marie Motlová wuchs in Bor u Tachova nahe der deutschen Grenze auf. Im Jahr 1943 zog sie nach Prag.
Sie wirkte als Schauspielerin in mehr als 50 Film-und-Fernsehproduktionen mit, darunter auch in Fernsehserien wie beispielsweise Das Krankenhaus am Rande der Stadt als Haushälterin Emma oder in Die Frau hinter dem Ladentisch.
Marie Motlová starb am 26. August 1985 im Alter von 67 Jahren in Prag, wo sie auch beigesetzt wurde.